# Kovačica
Pour les articles homonymes, voir Kovačica (homonymie).
Kovačica (en serbe cyrillique : Ковачица ; en slovaque : Kovačica ; en hongrois : Antalfalva ; en roumain : Kovăciţa ou Covăciţa ; en allemand : Kowatschitza) est une ville et une municipalité de Serbie situées dans la province autonome de Voïvodine. Elles font partie du district du Banat méridional. Au recensement de 2011, la ville comptait 6 264 habitants et la municipalité dont elle est le centre 25 259.
La ville de Kovačica a été fondée en 1802, mais la mention d'une localité à cet endroit remonte à 1458. La ville est réputée pour son Musée d'Art naïf.

## Localités de la municipalité de Kovačica

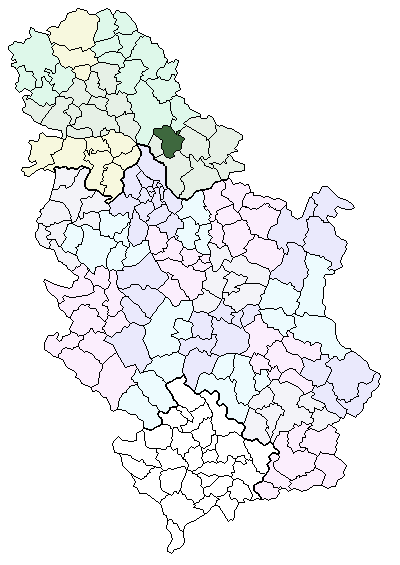
Localisation de la municipalité de Kovačica en Serbie
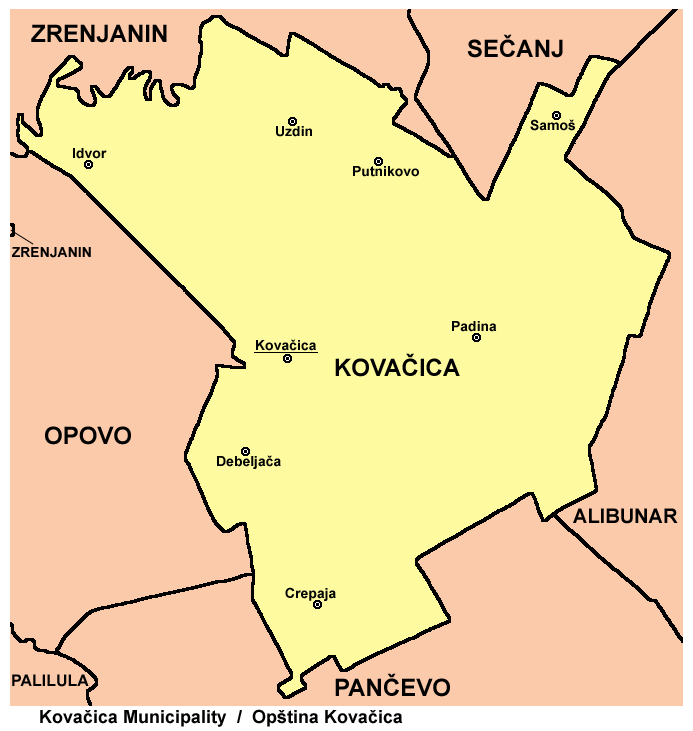
Localités de la municipalité de Kovačica

La municipalité de Kovačica compte 8 localités :
- Debeljača
- Idvor
- Kovačica
- Padina
- Putnikovo
- Samoš
- Uzdin
- Crepaja

Kovačica est officiellement classée parmi les « localités urbaines » (en serbe : градско насеље et gradsko naselje) ; toutes les autres localités sont considérées comme des « villages » (село/selo).

## Démographie

### Ville

#### Évolution historique de la population dans la ville
| 1948  | 1953  | 1961  | 1971  | 1981  | 1991  | 2002  | 2011  |
| ----- | ----- | ----- | ----- | ----- | ----- | ----- | ----- |
| 6 359 | 6 674 | 6 990 | 7 119 | 7 357 | 7 436 | 6 764 | 6 264 |

### Municipalité

#### Évolution historique de la population dans la municipalité
| 1971   | 1981   | 1991   | 2002   | 2011   |
| ------ | ------ | ------ | ------ | ------ |
| 33 489 | 32 798 | 30 469 | 27 890 | 25 259 |

#### Répartition de la population dans la municipalité (2002)
Kovačica et Padina sont habitées par une majorité de Slovaques, Crepaja, Idvor, Putnikovo et Samoš par une majorité de Serbes, Debeljača (en hongrois : Torontálvásárhely) par une majorité de Hongrois et Uzdin par une majorité de Roumains.

## Politique

### Élections locales de 2004
À la suite des élections locales de 2004, les sièges de l'assemblée municipale de Kovačica se répartissaient de la manière suivante :
| Parti                                     | Sièges |
| ----------------------------------------- | ------ |
| Parti démocratique                        | 15     |
| G17 Plus                                  | 6      |
| Parti radical serbe                       | 6      |
| Ligue des sociaux-démocrates de Voïvodine | 4      |
| Mouvement Force de la Serbie              | 4      |
| Coalition « Voïvodine »                   | 2      |
| Parti démocratique de Serbie              | 1      |
| Parti socialiste de Serbie                | 1      |

### Élections locales de 2008
À la suite des élections locales serbes de 2008, les 39 sièges de l'assemblée municipale de Kovačica se répartissaient de la manière suivante :
| Parti                                                                         | Sièges |
| ----------------------------------------------------------------------------- | ------ |
| Pour une municipalité européenne                                              | 21     |
| Parti radical serbe                                                           | 7      |
| Ensemble pour la Voïvodine                                                    | 2      |
| Parti libéral-démocrate                                                       | 2      |
| Parti socialiste de Serbie - Parti des retraités unis de Serbie - Serbie unie | 6      |
| Liste « Glas naroda » (« La Voix du peuple »)                                 | 2      |
| Parti slovaque                                                                | 1      |

## Tourisme

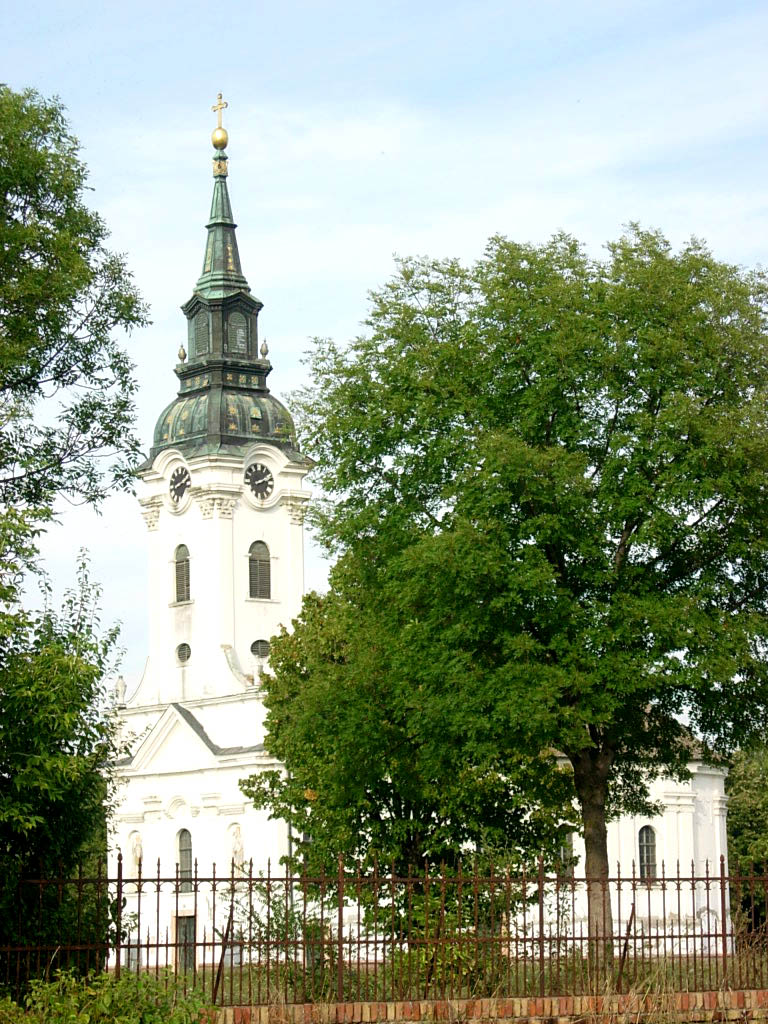
L'église Saint-Georges d'Uzdin

L'église orthodoxe roumaine Saint-Georges d'Uzdin, située sur le territoire de la municipalité, a été construite dans un style baroque en 1801 ou 1802 ; elle abrite un ensemble d'icônes, pour la plupart de petit format, peintes en 1833-1836 par Konstantin Danil  et a été inscrite sur la liste des monuments culturels d'importance exceptionnelle de la République de Serbie.

## Médias
RTV Kovačica 

## Coopération internationale
La ville de Kovačica a signé des accords de partenariat avec les villes suivantes :
- Banská Bystrica (Slovaquie)
- Monfalcone (Italie)
- Recaş (Roumanie)
- Lapovo (Serbie)
- Arilje (Serbie)
- Malko Tarnovo (Bulgarie)